# Distrito Regional de Kitimat-Stikine
O Distrito Regional de Kitimat-Stikine (enumerado como 15) é um dos vinte e nove distritos regionais da Colúmbia Britânica, no oeste do Canadá. De acordo com o censo canadense de 2001, a região tem uma população de 40.876 habitantes e que vivem em uma área da terra de 91.910,63 quilômetros quadrados. Seus escritórios administrativos estão na cidade de Terrace.